# Zwergenmumie von Wyoming

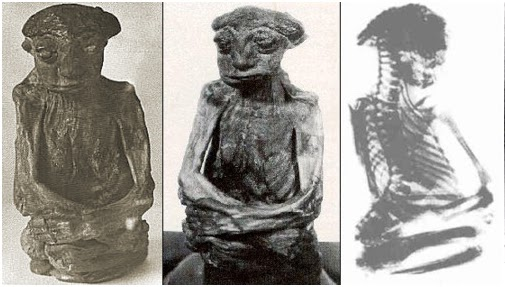
Fotografie und Röntgenaufnahme der Mumie

Die Zwergenmumie von Wyoming (genannt Pedro, nach seinem Fundort) ist eine kleine, nur ca. 40 Zentimeter große mumifizierte Leiche, die im Oktober 1932 von den Goldgräbern Cecil Main und Frank Carr in einer Höhle in den Pedro Mountains in Wyoming gefunden wurde. 
Die Zwergenmumie fand man in sitzender Position (18 cm hoch) mit gekreuzten Armen. Der Schädel war eingeschlagen. Die Mumie von Wyoming wurde von Harry Shapiro mit Hilfe von Röntgenstrahlen untersucht und soll nach seinen Analysen eine Frau gewesen sein, die im Alter von 65 Jahren starb. Die Zwergenmumie von Wyoming wurde von dem amerikanischen Geschäftsmann T. Goodman erworben und nach New York gebracht, wo sie kurz vor seinem Tod gestohlen worden sein soll.
Bis heute ist diese Mumie nicht wieder aufgetaucht. Allerdings existieren noch immer die von Harry Shapiro angefertigten Röntgenaufnahmen und Fotografien.